# Marquette (Wisconsin)
Marquette é uma vila localizada no estado norte-americano de Wisconsin, no Condado de Green Lake.

## Demografia
Segundo o censo norte-americano de 2000, a sua população era de 169 habitantes.
Em 2006, foi estimada uma população de 154, um decréscimo de 15 (-8.9%).

## Geografia
De acordo com o United States Census Bureau tem uma área de
1,0 km², dos quais 1,0 km² cobertos por terra e 0,0 km² cobertos por água. Marquette localiza-se a aproximadamente 243 m acima do nível do mar.

## Localidades na vizinhança
O diagrama seguinte representa as localidades num raio de 20 km ao redor de Marquette.